# Wojciech Romanowski (sędzia)
Wojciech Romanowski (ur. 29 czerwca 1926, zm. 31 października 2012 w Szczecinie) – członek Trybunału Stanu.
W latach 1982–1985 oraz 1985–1989 był jednym z sędziów Trybunału Stanu.
Został pochowany 7 listopada 2012 na cmentarzu Centralnym w Szczecinie.